# 善貸協會空襲
當地時間2024年10月20日至21日夜間，以色列國防軍對黎巴嫩武裝政治組織真主黨旗下的善貸協會進行空襲
。該協會是黎巴嫩什葉派社群的重要社會服務機構，但同時也是真主黨的主要資金來源之一。以色列空軍的空襲瞄準該協會在黎巴嫩的多個據點，目的是削弱真主黨的經濟基礎和資金來源。

## 背景
由於善貸協會與真主黨的密切關係，美國財政部對其實行制裁，以色列消息人士指出，該協會表面上為黎巴嫩人民服務，但實際上通過空殼賬戶非法轉移資金，為真主黨提供支持。這次以色列的襲擊意圖打擊真主黨的運營能力，並削弱其重建和獲得資金的途徑，並破壞真主黨與黎巴嫩什葉派社群之間的信任。

## 空襲
根據《新阿拉伯人報》報導指，在空襲開始前，以色列軍方警告了居住在空襲目標附近的居民，特別是貝魯特地區的十幢建築，導致大批流離失所者從貝魯特、達希耶、貝卡谷地以及黎巴嫩南部撤離。